# Mellilä
Ne doit pas être confondu avec Mellila, une commune marocaine, et Melilla, un préside espagnol.
Mellilä est une ancienne municipalité du Sud-Ouest de la Finlande, dans la région de Finlande du Sud-Ouest.
Elle a fusionné avec Loimaa au 1er janvier 2009.
Mellilä était une petite municipalité rurale. Jusqu'au XIXe siècle, le secteur ne se distinguait pas du reste de la commune de Loimaa. En 1825, une petite église est construite au lieu-dit Peränkulma. Mais C'est la construction de la ligne ferroviaire Turku-Toijala (1876) et l'ouverture d'une petite gare en 1885, à juste deux kilomètres de l'église, qui marquèrent la véritable fondation de Mellilä. La commune fut créée et séparée de Loimaa en 1916, mais aujourd'hui une fusion est à nouveau envisagée.
L'ancienne commune est très agricole. Elle est bien reliée au reste du pays, que ce soit par la voie ferrée Turku-Toijala (depuis la fermeture de la gare, la gare la plus proche est à Loimaa-ville soit douze kilomètres) ou par la route nationale 9 (Turku-Tampere) qui passe à proximité immédiate du village.

## Liens externes

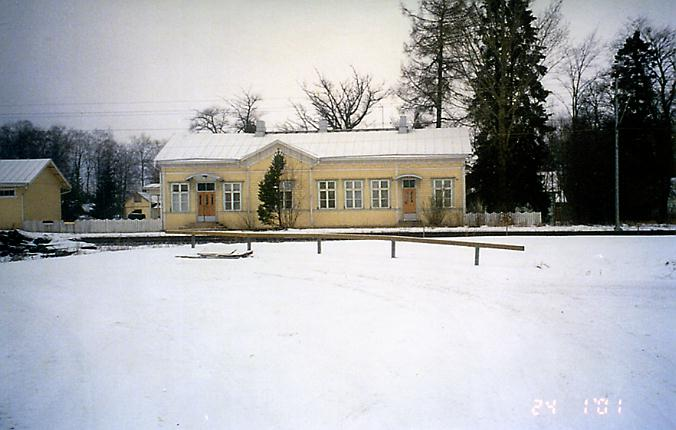
Ancienne gare de Mellilä